# Jahlil Okafor
Jahlil Obika Okafor (Fort Smith, Arkansas, 15 de diciembre de 1995) es un jugador de baloncesto estadounidense, nacionalizado nigeriano, que pertenece a la plantilla de los Indiana Pacers de la NBA. Con 2,08 metros de altura juega en la posición de pívot.
Durante su etapa de instituto fue uno de los jugadores más codiciados y seguidos por franquicias y ojeadores de todo el país, logrando varios premios a nivel individual. Luego jugó una temporada en la universidad de Duke, antes de ser elegido en la tercera posición del Draft de 2015 por los Philadelphia 76ers. Desde entonces las continuas lesiones han lastrado su carrera.

## Trayectoria deportiva

### Inicios
Okafor es hijo de Chukwudi, de ascendencia nigeriana, y la birracial (madre caucásica) Dacresha Lanett Benton. En su juventud, Okafor fue constantemente trasladado entre la casa de su madre en Moffett, Oklahoma y la casa de su padre en Chicago, Illinois. A los 9 años, su madre contrajo bronquitis causando que uno de sus pulmones sufriera un colapso que le provocaría la muerte dos semanas más tarde. Okafor fue a vivir con su padre en Chicago en el South Side antes de trasladarse a Rosemont. Okafor asistió a la "Rosemont Elementary". El ajuste fue difícil porque era tímido y tan alto que los demás estudiantes pensaron que fue puesto en la clase por haber fracasado. En noviembre de 2008, durante el séptimo grado igualó la estatura de su padre de 1,96 metros. Más tarde, la familia se mudó a South Side de Chicago para que Okafor pudiera asistir al instituto "Whitney Young".

### Instituto

#### Primera temporada
Okafor visitó la Universidad de Illinois en Urbana-Champaign para un campamento de un día de duración en junio de 2010, y Bruce Weber le hizo una oferta de beca para jugar con los Illinois Fighting Illini en septiembre. Comenzó su primera temporada en la lista de los 50 mejores jugadores de la zona de Chicago Sun-Times de 2010. Okafor y su compañero de equipo Paul White fueron considerados como los mejores freshman (debutante) en la Área metropolitana de Chicago, según Joe Henricksen de Chicago Sun-Times. Junto con el sophomore de 2,08 metros de estatura; Thomas Hamilton Jr. y White, Okafor fue parte de un trío de jugadores del instituto "Whitney Young" clasificado entre los 10 mejores de sus respectivas clases nacionales por ESPNU. Al entrar a la temporada, el instituto "Whitney Young" fue considerado para asemejarse a un equipo universitario debido a su tamaño y capacidad atlética. Ese año, Okafor sintió que no era uno de los "jugadores claves" en el equipo, pero asistir a los torneos con jugadores de élite como Austin Rivers y Michael Kidd-Gilchrist le inspiró a ser uno. Okafor logró 7 puntos y 7 rebotes cuando su instituto jugó contra el instituto "Perspectives Charter Schools" del sénior Anthony Davis. El partido fue televisado por ESPNU. Después de su primera temporada como "freshman", fue considerado como el segundo mejor prospecto de baloncesto universitario en el área de Chicago detrás de Jabari Parker. En el informe, señalaron que poseía un mejorado tiro de media distancia, pies ágiles, manos suaves y las habilidades físicas de 2,06 metros que lo convirtió en un desajuste contra casi cualquier competidor de instituto.

#### Segunda temporada
Participó en el LeBron James Skills Academy en julio de 2011. Antes de su segunda temporada como "sophomore" Dave Spahn de SLAM Magazine describió a Okafor como el jugador con el trabajo de pies y ambidiestro para dominar a sus oponentes, colocándolo en la conversación para el papel de mejor jugador en la clase nacional de 2014. En agosto de 2011, ESPN lo calificó como el tercer mejor jugador de la clase de 2014. Comenzó la temporada nuevamente en la lista de los 50 mejores jugadores de la zona de Chicago Sun-Times de 2011. Mike Helfgot del Chicago Tribune, señaló a Okafor como uno de los mejores 5 contendientes para el premio Mr. Basketball de Illinois. El 20 de diciembre de 2011, Okafor declaró que las universidades que estaba impresionado eran Duke, Arizona, Michigan State y Illinois. El 22 de diciembre de 2011, frente a una audiencia que incluía a John Calipari, Rick Pitino, Derrick Rose y Anthony Davis en el UIC Pavilion, Okafor logró 20 puntos (10 en el último cuarto), 9 rebotes y 3 tapones contra el instituto rival "Simeon" y su estrella Parker en una derrota por 62-55. Luego, el 22 de enero de 2012 con casi una docena de universidades de la División I en la audiencia, Okafor registró 9 puntos, 10 rebotes y 2 tiros taponados contra el sophomore de 2,08 metros Cliff Alexander del instituto "Curie".
Cuando Okafor sufrió una lesión en la rodilla que lo dejó fuera de juego, su instituto "Young" fue eliminado en la segunda ronda de los playoffs de la liga "Chicago Public High School League" por el instituto "John Marshall Metropolitan High School" el 10 de febrero. El 28 de febrero de 2012, Bruce Weber fue uno de los presentes para ver a Okafor liderando a su instituto sobre el instituto "Harold L. Richards High School" en la semifinal del campeonato estatal de la liga "Illinois High School Association" (IHSA) Clase 4A con 26 puntos. El 2 de marzo de 2012 en el campeonato regional de la Clase 4A, Okafor logró 26 puntos y 10 rebotes contra el instituto "St. Rita of Cascia High School". El 6 de marzo de 2012, los entrenadores Tom Izzo, Mike Krzyzewski, Thad Matta y Bruce Weber, así como el alcalde de Chicago Rahm Emanuel se encontraban entre la audiencia para ver la semifinal seccional contra el finalmente campeón estatal Simeon, Okafor registró nueve puntos y siete rebotes en la derrota por 52-42. Okafor terminó la temporada con promedios de 24,8 puntos y 12,6 rebotes por partido. Lideró a su equipo en puntos, rebotes, asistencias y tapones.
Después de la temporada, el Chicago Sun-Times lo nombró en el mejor quinteto estatal Clase 4A junto con Jabari Parker, Keith Carter, Darius Paul y Fred VanVleet. El Chicago Tribune lo nombró a su segundo mejor quinteto estatal. Associated Press lo nombró a su segundo mejor quinteto estatal de la clase 4A. Chicago Sun-Times lo nombró a su segundo mejor quinteto de la liga pública. Al final de su segunda temporada como "sophomore", comenzó a aparecer en las votaciones del panel de 10 personas de ESPN HS para el premio Mr. Basketball de USA como el mejor jugador de baloncesto de instituto en el país. Fue uno de los veinte sophomore elegidos como subclase All-American por ESPN HS.

#### Tercera temporada
En junio de 2012, Sports Illustrated lo nombró uno de sus "Future Game Changers", un grupo de catorce jóvenes atletas que son considerados como los mejores talentos de su respectivo deporte (como Sarah Hendrickson; una esquiadora en Salto de esquí, Jabrill Peppers; un jugador de fútbol americano, y Taylor Townsend; una jugadora de tenis). El 16 de agosto de 2012, El columnista de Sports Illustrated Frank Burlison clasificó a Okafor como el mejor recluta de la clase de 2014, seguido de Tyus Jones.
El 19 de septiembre de 2012, John Calipari le hizo una oferta a Okafor de jugar para Kentucky, uniéndose a Ohio State, Michigan State, Louisville, Illinois, Duke, North Carolina, Florida y Arizona como las universidades que se habían ofrecido a Okafor.
Okafor fue nombrado como uno de los 50 mejores jugadores de área de Chicago y uno de los 5 mejores candidatos para el premio Mr. Basketball de Illinois (junto con Jabari Parker, Kendrick Nunn, Sterling Brown y Malcolm Hill) por Mike Helfgot de Chicago Tribune. Antes de la temporada, Okafor dijo que aún no tenía decidido cuál de las universidades elegiría y que tanto Illinois y DePaul estaban aún en consideración. Okafor ya había hecho visitas no oficiales a Duke, Michigan State, North Carolina, Ohio State y UCLA.
Okafor comenzó la temporada el 1 de diciembre de 2012 con 34 puntos, 9 rebotes, 4 robos en una victoria por 75-58 contra el instituto "DeMatha Catholic High School". A finales de diciembre de 2012, Connecticut le dio a su nuevo entrenador Kevin Ollie una extensión de cinco años para ayudar a reclutar los gusto de Okafor. El 20 de diciembre de 2012, Okafor se enfrentó al instituto clasificado como número uno por ESPN; el Montverde Academy de Dakari Johnson. El instituto de Okafor, el Whitney Young ocupaba el puesto número 9 en ese momento. El instituto "Whitney Young" fue derrotado en la prórroga. Okafor logró 16 puntos y 13 rebotes, mientras que Johnson logró 17 rebotes y 4 tapones. El 19 de enero de 2013, Okafor lideró el instituto "Whitney Young" a una victoria por 85-52 sobre el instituto "Long Beach Polytechnic High School" en el Hoophall Classic con 26 puntos, 7 rebotes y 3 tapones. En ese momento, el instituto Whitney Young ocupaba el puesto número 7 en ESPN y el instituto Long Beach ocupaba el puesto número 6. La victoria dejó el instituto de Okafor con un récord de 7-1 contra equipos clasificados nacionalmente para el año, moviéndose al puesto número 2 en los rankings de USA Today, mientras se preparaban para el enfrentamiento del 26 de enero de 2013, contra el instituto Simeon y Jabari Parker. En ese momento, el instituto Simeon ocupaba el puesto número 11 por ESPN y el instituto Whitney Young ocupaba el puesto número 4. Okafor logró 8 puntos y 4 tapones cuando su instituto cayó ante el instituto Simeon por 44-41 el 26 de enero de 2013. El partido fue transmitido a nivel nacional por las cadenas de ESPN.
En las dos primeras rondas de los playoffs de la Chicago Public High School League, el instituto Young anotó 100 puntos en cada partido, derrotando al instituto "Harper High School" por 100-45 el 5 de febrero y al instituto "Marshall High School" por 100-75 el 7 de febrero. Posteriormente, el equipo derrotó al instituto "Foreman High School" por 72-41 el 10 de febrero, con la ayuda de 15 puntos de Okafor, lideró a su equipo a una revancha contra el instituto "Orr High School" quien derrotó al instituto Young por 50-75 por el título de la Red West Division el 1 de febrero. Okafor anotó 26 puntos y atrapó 13 rebotes en una victoria en las semifinales por 66-51 el 13 de febrero. El 15 de febrero de 2013, en la final de la liga de Chicago contra el instituto "Morgan Park High School", Okafor anotó 19 puntos, atrapó 14 rebotes y taponó 7 tiros, incluyendo un tapón para salvar el partido contra Billy Garrett, Jr., en una victoria en prórroga por 60-56 en el Campeonato de la liga pública sobre el instituto "Morgan Park High School".

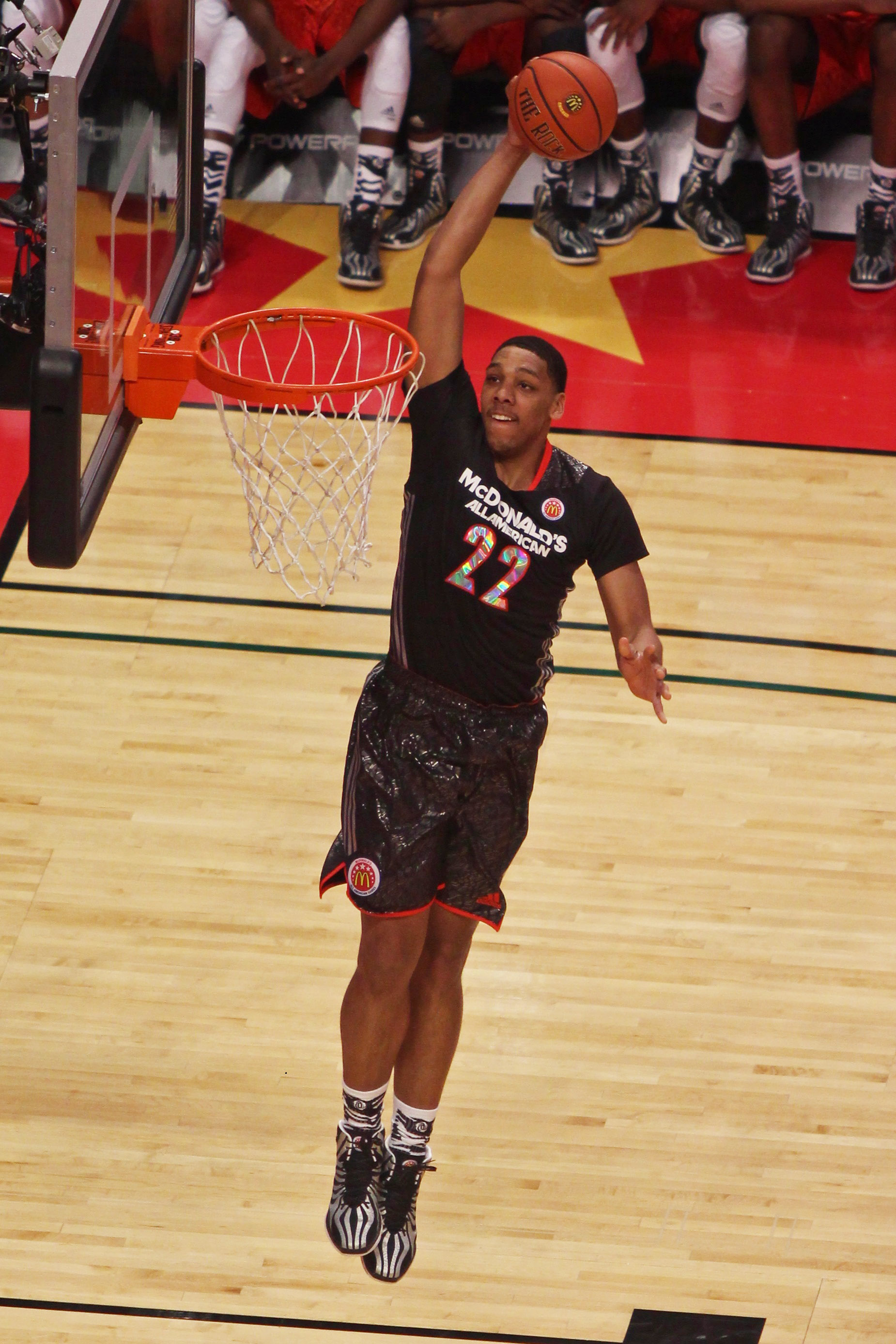
Okafor machacando en el McDonald's All-American Game de 2014.

El 26 de febrero de 2013, el ranking de baloncesto de Associated Press de la Illinois Clase 4A señalaron al instituto Whitney Young como el número 1 y al instituto Simeon como el número 2, como los playoffs del estado comenzaron se esperaba ampliamente que esos dos institutos se reunieran el 8 de marzo para el campeonato seccional. Sin embargo, también se esperaba que en el camino del instituto Young a las finales seccionales incluiría un encuentro con el instituto "Curie Metropolitan High School" el 6 de marzo. El 1 de marzo de 2013, el instituto Young derrotó al instituto De La Salle, Okafor contribuyó con 23 puntos, 6 rebotes y 5 tapones en la victoria por 79-53 para avanzar al duelo contra Alexander y el instituto Curie, los cuales ganaron el único encuentro previo el 22 de enero de 2012. La tormenta que afectó las Grandes Llanuras en febrero de 2013 provocaron polémicas postergaciones de varios partidos de la IHSA incluyendo el del 6 de marzo del instituto Young contra el instituto Curie, que se retrasó un día. El instituto Young derrotó al instituto Curie por 62-58, Okafor fue limitado a 13 puntos y 3 tapones, por problemas de faltas. Los equipos número 1 y 2 del estado se encontraron el 8 de marzo en las finales seccionales, tanto el Chicago Sun-Times, como el Chicago Tribune predijeron que el tres veces campeón estatal Simeon derrotaría al campeón de la ciudad reinante. El instituto Simeon derrotó al instituto Young por 69-51, Okafor anotó 13 puntos y atrapó 5 rebotes. Después del partido, Okafor sólo descanso cinco días antes de comenzar sus entrenamientos.
Okafor fue reconocido en el mejor quinteto de la liga pública de Chicago de 2013 por Chicago Sun-Times, junto con Kendrick Nunn, Jabari Parker, Cliff Alexander y Billy Garrett, Jr. El 28 de febrero de 2013, fue nombrado el jugador del año por Chicago Sun-Times. El 25 de marzo de 2013, Okafor finalizó segundo en la votación del premio Mr. Basketball de Illinois contra Jabari Parker por un margen de 315 a 277 puntos, incluyendo un margen de primer plazo de 43 a 40. El 17 de abril de 2013, fue nombrado en el primer quinteto del All-USA por USA Today, junto con Andrew Wiggins, Aaron Harrison, Julius Randle y Jabari Parker.
En octavo grado con 2,01 metros de estatura, Okafor fue reclutado por el equipo universitario de baloncesto los DePaul Blue Demons en violación de las reglas de reclutamiento de la National Collegiate Athletic Association (NCAA). La violación se basa en los comentarios públicos del director de deportes de DePaul Jean Lenti Ponsetto sobre una oferta. Tales comentarios no fueron permitidos por la NCAA. Ese año, venció a su padre en un partido de baloncesto "uno contra uno" por primera y última vez.

### Universidad
Jahlil jugó una temporada con los Duke Blue Devils de la Universidad de Duke, antes de presentarse al Draft de 2015. Fue galardonado con el premio al mejor baloncestista de la ACC.

#### Estadísticas
| Año     | Equipo | PJ | PT | MPP  | %TC  | %3P | %TL  | RPP | APP | ROB | TPP | PPP  |
| ------- | ------ | -- | -- | ---- | ---- | --- | ---- | --- | --- | --- | --- | ---- |
| 2014–15 | Duke   | 32 | 32 | 30.1 | .664 | --  | .510 | 8.5 | 1.3 | .8  | 1.4 | 17.3 |

### Profesional

#### Philadelphia 76ers (2015-2017)
El 25 de junio de 2015, Okafor fue selecciona en la tercera posición del Draft de la NBA de 2015 por los Philadelphia 76ers. El 7 de julio de 2015, Big Jah como lo apodan firmó su primer contrato como profesional con los 76ers. El miércoles 28 de octubre debutó como profesional ante los Boston Celtics donde aportó 26 puntos, 8 rebotes y 4 asistencias. El 21 de febrero ante Dallas Mavericks, consiguió la major marca de su carrera con 31 puntos. El 11 de marzo fue descartado para el resto de la temporada tras conocerse la lesión en el menisco de la rodilla izquierda. A pesar de ellos, terminó sexto en la votación al rookie del año y al término de la temporada fue incluido en el mejor quinteto de rookies.
Comenzó su segunda temporada con restricción de minutos. En enero de 2017, fue elegido para participar en el Rising Stars Challenge del All-Star weekend de 2017. El 25 de febrero anotó 28 puntos y capturó 10 rebotes ante New York Knicks. El 31 de marzo fue descartado para el resto de la temporada por problemas en la rodilla derecha.

#### Brooklyn Nets (2017-2018)
Tras dos temporadas en Philadelphia, el 7 de diciembre de 2017, fue traspasado a Brooklyn Nets junto a Nik Stauskas y una segunda ronda del draft de 2019, a cambio de Trevor Booker.

#### New Orleans Pelicans (2018-2020)
El 9 de agosto de 2018 firma un contrato de dos años parcialmente garantizado con los New Orleans Pelicans. El 29 de enero de 2019 anotó 27 puntos y capturó 12 rebotes ante Houston Rockets. Y en el último encuentro de la temporada ante Golden State Warriors anota 30 puntos.
Durante su segundo año en New Orleans, el 28 de enero de 2020 anunció que cambiaba su dorsal 8 por el 9, para honrar la figura del fallecido Kobe Bryant.

#### Detroit Pistons (2020-2021)
Después de dos años en New Orleans, el 20 de noviembre de 2020, ficha por Detroit Pistons.
Tras una temporada en Detroit, el 3 de septiembre de 2021 es traspasado, junto a Sekou Doumbouya, a Brooklyn Nets a cambio de DeAndre Jordan. Pero seis días más tarde fue cortado por los Nets.
El 16 de septiembre de 2021 firmó un contrato no garantizado por una temporada con los Atlanta Hawks. Pero fue cortado el 11 de octubre sin llegar a debutar en partido oficial.

#### NBA G-League
Para la temporada 2022-23 jugará con los Capitanes de Ciudad de México de la NBA G-League. El 4 de febrero de 2023, sus derechos son trapasados junto a los de Shabazz Napier, Bruno Caboclo, y Matt Mooney a Delaware Blue Coats, a cambio de Skylar Mays y los derechos de Justin Robinson y Raphiael Putney, pero no llegó a debutar con el equipo.

#### Casademont Zaragoza
El 17 de julio de 2023 firma por Casademont Zaragoza de la Liga Endesa española por una temporada. Tras 11 partidos con unos excelentes promedios de 11,7 puntos, 5,1 rebotes y 1,8 asistencias con 22:50 minutos de juego en el conjunto maño, toma la decisión de abandonar el equipo pagando su cláusula de rescisión para así quedar libre y fichar por otro equipo por puramente cuestiones económicas.

#### Zhejiang Lions
En noviembre de 2023 se anuncia su fichaje por los Zhejiang Lions de la Chinese Basketball Association. En 43 partidos jugados con el equipo chinos esa temporada promedia 12,5 puntos, 5,8 rebotes y 1,6 asistencias en unos 17:30 minutos de media por encuentro.

#### Capitanes de Arecibo
El 7 de febrero de 2024 firma hasta el final de temporada con el equipo puertorriqueño Capitanes de Arecibo de la Baloncesto Superior Nacional para así reforzar la pintura del equipo.

#### Indiana Mad Ants/Pacers
El 15 de octubre de 2024 firma con Indiana Pacers, pero es cortado al día siguiente.El 27 de octubre de 2024 firma con los Indiana Mad Ants de la NBA G League. El 10 de febrero de 2025 firmó un contrato de diez días von los Pacers.

### Selección nacional

#### Estados Unidos
Participó en varias competiciones júnior con el Team USA:
En el verano de 2011, jugó en el FIBA Américas Sub-16 donde ganó la medalla de oro.
En el Mundial Sub-17 de 2012 celebrado en Kaunas (Lituania), se proclamó campeón y fue nombrado MVP del torneo.
Al verano siguiente, fue seleccionado en el mejor quinteto del torneo en el Campeonato Mundial de Baloncesto Sub-19 de 2013, donde también ganó la medalla de oro.

#### Nigeria
El 23 de febrero de 2020, declaró su deseo de representar a Nigeria de cara a los Juegos de Olímpicos de 2020.
En verano de 2021, fue parte de la selección absoluta nigeriana que participó en los Juegos Olímpicos de Tokio 2020, que quedó en décimo lugar.

## Estadísticas de su carrera en la NBA

### Temporada regular
| Año     | Equipo       | PJ  | PT  | MPP  | %TC  | %3P  | %TL  | RPP | APP | ROB | TPP | PPP  |
| ------- | ------------ | --- | --- | ---- | ---- | ---- | ---- | --- | --- | --- | --- | ---- |
| 2015-16 | Philadelphia | 53  | 48  | 30.0 | .508 | .167 | .686 | 7.0 | 1.2 | .4  | 1.2 | 17.5 |
| 2016-17 | Philadelphia | 50  | 33  | 22.7 | .514 | –    | .671 | 4.8 | 1.2 | .4  | 1.0 | 11.8 |
| 2017-18 | Philadelphia | 2   | 0   | 12.5 | .444 | –    | .500 | 4.5 | .5  | .0  | 1.0 | 5.0  |
| 2017-18 | Brooklyn     | 26  | 0   | 12.6 | .566 | .250 | .760 | 2.9 | .4  | .1  | .6  | 6.4  |
| 2018-19 | New Orleans  | 59  | 24  | 15.8 | .586 | .200 | .663 | 4.7 | .7  | .3  | .7  | 8.2  |
| 2019-20 | New Orleans  | 30  | 9   | 15.6 | .623 | .333 | .645 | 4.2 | 1.2 | .2  | .7  | 8.1  |
| 2020-21 | Detroit      | 27  | 2   | 12.9 | .618 | .222 | .708 | 2.4 | .5  | .2  | .2  | 5.4  |
| Total   | Total        | 247 | 116 | 19.5 | .542 | .222 | .676 | 4.7 | .9  | .3  | .8  | 10.4 |